# Hermética (álbum)
Hermética es el álbum de estudio debut homónimo de la banda argentina thrash metal Hermética. Tras fallidas negociaciones con EMI, Hermética fichó por el sello independiente Radio Trípoli. La banda grabó el disco en Estudios Sonovisión y lo lanzó en noviembre de 1989. La portada, creada por Franco Médici bajo la dirección del líder de la banda Ricardo Iorio, presenta imágenes simbólicas que representan a la sociedad argentina. Con el objetivo de replicar el éxito internacional de la banda brasileña Sepultura, Radio Trípoli intentó traducir las canciones de Hermética al inglés, pero abandonó la idea después de una grabación de prueba.

## Antecedentes
V8, una de las bandas líderes del heavy metal argentino, se disolvió en 1987. Después de un par de proyectos fallidos, el bajista y líder Ricardo Iorio fundó una nueva banda de thrash metal, Hermética, con el guitarrista Antonio Romano (de Cerbero), el baterista Fabián Spataro y el cantante Claudio O'Connor (ambos de Mark). Aunque Horcas fue fundado primero por Osvaldo Civile, guitarrista de V8, Hermética fue la primera banda de un exmiembro de V8 en tocar en vivo. Fabián Spataro abandonó la banda poco tiempo después y fue reemplazado por Tony Scotto. Los primeros temas compuestos por la banda fueron «Sepulcro civil», «Masa anestesiada» y «Cráneo candente».
La banda estuvo de gira por el Gran Buenos Aires durante un par de años y decidió lanzar un álbum un par de años después. Sin embargo, los últimos años de la presidencia de Raúl Alfonsín fueron testigos de una grave crisis económica, provocada por una hiperinflación galopante.

## Producción
Hermética recibió una propuesta de Luis Alacran, editor del fanzine Rebelión Rock, para grabar el disco de forma independiente. Se vendería en la feria del Parque Centenario y se enviaría por correo a compradores de lugares lejanos. Iorio rechazó esta propuesta. También negoció con EMI, sin éxito. Finalmente se decidió por Radio Trípoli, un nuevo sello discográfico independiente. La banda comenzó la grabación del álbum un par de meses después, en Estudios Sonovisión, y lo lanzó en noviembre de 1989. Iorio dijo que la banda tuvo muy poco tiempo para grabar el álbum, pero pudo hacerlo sin problemas porque habían estado tocando las canciones durante mucho tiempo y estaban familiarizados con ellas.
La portada fue realizada por Franco Médici, artista del cómic antológico D'Artagnan. Siguiendo instrucciones de Iorio, realizó una portada que asemeja pinturas al óleo, aunque hace sutiles referencias a las letras de las canciones. La portada muestra un carro transportado por caballos, similar al Caronte de la mitología griega. El carruaje transporta a un militar armado con una espada, a un sacerdote dando una bendición y a un hombre con sombrero de copa; varios campesinos están encadenados al carruaje y obligados a seguirlo. El militar representa a las fuerzas armadas de Argentina, el sacerdote representa a la iglesia católica y el hombre con sombrero de copa a los sectores ricos de la economía.
Aunque Claudio O'Connor canta la mayoría de las canciones del álbum, Ricardo Iorio canta la canción «Desde el oeste». Fue la primera canción que Iorio cantó en un álbum.
La banda brasileña Sepultura firmó un contrato con Roadrunner Records y se convirtió en un acto internacional, más allá de la escena brasileña. Radio Trípoli intentó emular ese éxito. Sin embargo, Hermética hizo canciones en español, a diferencia de Sepultura, cuyas canciones eran en inglés. Para emular el éxito de Sepultura, sería necesario grabar las canciones en inglés. Ana Mourín, esposa de Iorio, tradujo la letra junto a gente del sello. Las traducciones eran de mala calidad: por ejemplo, el verso inicial de «Cráneo candente» dice «esquivando patrullas», que fue traducido como escaping on the patrol («escapando en la patrulla») en lugar de una traducción más fiel como por ejemplo dodging patrols. Además, Claudio O'Connor tenía poca fluidez en el idioma inglés. Tras una grabación de prueba de «Desterrando a los oscurantistas» en inglés, los resultados fueron considerados un fracaso y el sello abandonó la idea.
La banda lanzó un álbum de versiones EP el año siguiente, Intérpretes. Los discos fonográficos dejaron de utilizarse poco después y fueron sustituidos por los Discos compactos . Radio Trípoli reeditó ambos álbumes, Hermética e Intérpretes, como un solo CD.

## Lista de canciones
Todas las letras escritas por Ricardo Iorio.
| Hermética |                                   |                      |          |  |
| N.º       | Título                            | Música               | Duración |  |
| 1.        | «Cráneo candente»                 | Antonio Romano/Iorio | 4:22     |  |
| 2.        | «Masa anestesiada»                | Romano/Iorio         | 4:51     |  |
| 3.        | «Desterrando a los oscurantistas» | Iorio                | 2:38     |  |
| 4.        | «Víctimas del vaciamiento»        | Romano/Iorio         | 3:47     |  |
| 5.        | «Tú eres su seguridad»            | Iorio                | 5:04     |  |
| 6.        | «Sepulcro civil»                  | Romano/Iorio         | 3:00     |  |
| 7.        | «Vida impersonal»                 | Iorio                | 3:22     |  |
| 8.        | «Desde el oeste»                  | Iorio                | 3:13     |  |
| 9.        | «Para que no caigas»              | Iorio                | 3:10     |  |
| 10.       | «Deja de robar»                   | Romano/Iorio         | 3:16     |  |
| 11.       | «Yo no lo haré»                   | Iorio                | 4:02     |  |
| 40:45     |                                   |                      |          |  |

| Reedición CD 1991 (Incluye el EP Intérpretes) |                                                                 |                                                                 |          |  |
| N.º                                           | Título                                                          | Escritor(es)                                                    | Duración |  |
| 12.                                           | «Vencedores vencidos» (Patricio Rey y sus Redonditos de Ricota) | Skay Beilinson, Indio Solari                                    | 2:40     |  |
| 13.                                           | «Ideando la fuga» (V8)                                          | Ricardo Iorio, Osvaldo Civile, Alberto Zamarbide, Gustavo Rowek | 2:53     |  |
| 14.                                           | «Cambalache»                                                    | Enrique Santos Discépolo                                        | 2:34     |  |
| 15.                                           | «Destrucción» (V8)                                              | Ricardo Iorio, Osvaldo Civile, Alberto Zamarbide, Gustavo Rowek | 2:11     |  |
| 16.                                           | «No Class» (Motörhead)                                          | Eddie Clarke, Lemmy Kilmister, Phil "Philthy Animal" Taylor     | 2:10     |  |
| 17.                                           | «Porque hoy nací» (Manal)                                       | Javier Martínez                                                 | 4:56     |  |
| 17:24                                         |                                                                 |                                                                 |          |  |

## Personal
Banda
- Claudio O'Connor – voz principal.
- Ricardo Iorio – bajo, voz en «Vida impersonal», «Desde el oeste» y «Yo no lo haré».
- Antonio Romano – guitarra.
- Tony Scotto – batería.

Otros
- Nestor «Pájaro» Randazzo - ingeniero de sonido
- Cristian Jeroncic – asistente
- Marcelo Tommy Moya – dirección
- Franco Medici – obra de arte